# بدر بن غيث
بدر بن غيث ( -) هو
رسام كاريكاتيري الكويتي.

## حياته ونشأته
من مواليد الكويت يعمل كرسام كاريكاتير ومدرس لمادة التاريخ.
- ليسانس تاريخ من كلية الآداب بجامعة الكويت

## مسيرته
- معلم للمرحلة الثانوية بوزارة التربية
- رسام كاريكاتير بجريدة الكويتية
- عمل بالعديد من الصحف والمجلات المحلية والالكترونية.

## العضويات
- عضو مؤسس لمجموعة سامي محمد للفنون التشكيلية
- عضو المكتب التنفيذي لمظلة العمل الكويتي (معك)
- عضو بمجلس إدارة الجمعية الكويتية للدفاع عن المال العام 2009-2012
- عضو بجمعية الخريجين والجمعية الكويتية لحقوق الإنسان
- عضو بتجمع رسامين الكاريكاتير.
- مؤسس مشروع أيادي بيضاء التطوعي 2011

## المشاركات
- أقام معرضه الكاريكاتيري الشخصي الأول بجامعة الكويت 2001
- أقام معرضه الكاريكاتيري الشخصي (منع في الكويت) بجمعية الخريجين 2008
- شارك بالعديد من المعارض الفنية بالمجلس الوطني للثقافة والفنون والآداب
- مثل دولة الكويت في ملتقى الكاريكاتير الخليجي بدولة قطر 2010

## جوائز
- حائز على المركز الأول بمسابقة النادي الصحفي (اتحاد الطلبة) لفن الكاريكاتير2003
- حائز المركز الأول بمسابقة مجلة اليقظة لفن الكاريكاتير 2005
- حائز المركز الثاني بمسابقة الهيئة العامة للشباب والرياضة لفن الكاريكاتير 2010
- حائز المركز الأول لمسابقة الكاريكاتير بمعرض مجموعة سامي محمد 2010
- حائز على جائزة معرض مجموعة سامي محمد عام 2011
- حائز على المركز الأول في مسابقة الكاريكاتير لحملة نادي سنايا البيئية 2012
- حاصل على درع التميز من قبل الفنان التشكيلي عبد الله الجيران 2010